# Shahrak-e Emām Ḩasan-e Mojtabá
Shahrak-e Emām Ḩasan-e Mojtabá (persiska: شَهرَكِ اِمام حَسَنِ مُجتَبَى) är en ort i Iran.   Den ligger i provinsen Teheran, i den centrala delen av landet, 24 km söder om huvudstaden Teheran. Shahrak-e Emām Ḩasan-e Mojtabá ligger 986 meter över havet och antalet invånare är 5 394.
Terrängen runt Shahrak-e Emām Ḩasan-e Mojtabá är huvudsakligen platt, men söderut är den kuperad.Runt Shahrak-e Emām Ḩasan-e Mojtabá är det tätbefolkat, med 383 invånare per kvadratkilometer. Närmaste större samhälle är Eslāmshahr, 12,9 km nordväst om Shahrak-e Emām Ḩasan-e Mojtabá. Trakten runt Shahrak-e Emām Ḩasan-e Mojtabá består i huvudsak av gräsmarker.